# Бондівське альбедо
Бондівське альбедо (також називається сферичним альбедо, планетарним альбедо та болометричним альбедо) — частка потужності загального електромагнітного випромінювання, що падає на астрономічну тіло, яке розкидається назад у космос. Назване на честь американського астронома Джорджа Філіпса Бонда (1825–1865), який першим запропонував його. 
Оскільки бондівське альбедо враховує все світло, розсіяне тілом на всіх довжинах хвиль і під усіма фазовими кутами, саме воно визначає, скільки енергії поглинає тіло. Це, своєю чергою, має вирішальне значення для визначення рівноважної температури тіла.
Оскільки тіла у зовнішній Сонячній системі завжди спостерігаються під дуже низькими фазовими кутами від Землі, єдині надійні дані для вимірювання їхнього бондівського альбедо надходять із космічних кораблів.

## Фазовий інтеграл
Бондівське альбедо A пов’язане з геометричним альбедо p формулою
{\displaystyle A=pq},
де q називається фазовим інтегралом і визначається через світловий потік I (α), розсіяний у фазовому куті α, усереднений за всіма довжинами хвиль і азимутальними кутами, формулою
{\displaystyle q=2\int _{0}^{\pi }{\frac {I(\alpha )}{I(0)}}\sin \alpha \,d\alpha .}
Фазовий кут α — це кут між джерелом випромінювання (зазвичай Сонцем) і напрямком спостереження. Він змінюється від нуля (для світла, розсіяного назад до джерела) до 180° (для випадку, коли спостережуване тіло знаходиться між джерелом і спостерігачем). Наприклад, під час протистояння планети або при погляді на повний місяць α дуже малий, тоді як об’єкти, освітлені ззаду, або молодий місяць мають α, близьке до 180°.

## Приклади
Бондівське альбедо має значення строго між 0 і 1, оскільки воно включає все можливе розсіяне світло (але не випромінювання від самого тіла). Це відрізняється від інших визначень альбедо, таких як геометричне альбедо, яке може бути вище 1. Загалом, однак, бондівське альбедо може бути більшим або меншим за геометричне альбедо, залежно від властивостей поверхні та атмосфери відповідного тіла.
Деякі приклади:
| Name     | Бондівське альбедо | Бондівське альбедо | Видиме геометричне альбедо | Видиме геометричне альбедо |
| -------- | ------------------ | ------------------ | -------------------------- | -------------------------- |
| Меркурій | 0.088              | 0.088              | 0.142                      | 0.142                      |
| Венера   | 0.76               | 0.76               | 0.689                      | 0.689                      |
| Земля    | 0.306              | 0.306              | 0.434                      | 0.434                      |
| Місяць   | 0.11               | 0.11               | 0.12                       | 0.12                       |
| Марс     | 0.25               | 0.25               | 0.17                       | 0.17                       |
| Юпітер   | 0.503              | 0.503              | 0.538                      | 0.538                      |
| Сатурн   | 0.342              | 0.342              | 0.499                      | 0.499                      |
| Енцелад  | 0.81               | 0.81               | 1.38                       | 1.38                       |
| Уран     | 0.300              | 0.3                | 0.488                      | 0.488                      |
| Нептун   | 0.290              | 0.29               | 0.442                      | 0.442                      |
| Плутон   | 0.4                | 0.4                | 0.44–0.61                  | 0.44                       |
| Ерида    | 0.99               | 0.99               | 0.96                       | 0.96                       |